# San Marine (Oregón)
San Marine es un lugar designado por el censo ubicado en el condado de Lincoln en el estado estadounidense de Oregón. En el Censo de 2020 tenía una población de 553 habitantes y una densidad poblacional de 107,38 habitantes por km². Fue incluido como CDP en el censo de 2020.

## Geografía
San Marine se encuentra ubicado en las coordenadas 44°21′13″N 124°5′36″O / 44.35361, -124.09333.Según la Oficina del Censo de los Estados Unidos,  tiene una superficie total de 5,15 km², de la cual 2,92 km² corresponden a tierra firme y 2,23 km² a agua.